# Xã Tiffin, Quận Adams, Ohio
Xã Tiffin (tiếng Anh: Tiffin Township) là một xã thuộc quận Adams, tiểu bang Ohio, Hoa Kỳ. Năm 2010, dân số của xã này là 5.560 người.